# Family Computer Emulator
El Family Computer Emulator fue uno de los primeros emuladores de Famicom. El desarrollo comenzó a principios de la década de 1990.
Fue creado por Haruhisa Udagawa, un desarrollador de Namco, Sonic Team y KAZe. Haruhisa Udagawa también trabajó en doce juegos desde la década de 1980 hasta principios de la de la década de los 2000. 
El emulador era simple, pero podía ejecutar juegos como Donkey Kong. Los archivos ROM tenían que descargarse mediante un proceso complicado.

## Juegos compatibles
Udagawa solo probó algunos juegos en su Famicom Emulator:
- Xevious
- Tenis Famicom
- Mario Bros.
- Donkey Kong
- Invasores espaciales

## Limitaciones
El software no podía hacer emulación de sonido, pero era mejor que Pasofami que puede emular sonido pero era de baja calidad. No soportaba el micrófono de Famicom. La ROM tenía que ser de 256 kilobits y el archivo Graphics Tile Data tenía que ser de 64 kilobits. (Tenían su propio espacio de memoria. Esto fue antes de que se creara el formato iNES). Los sprites tenían que ser de 8 x 8 píxeles.
La emulación de la CPU era lenta. 